# ارضت
ارضت، روستایی است از توابع بخش یانه‌سر شهرستان بهشهر در استان مازندران ایران.

## جمعیت
این روستا در دهستان شهدا قرار دارد و براساس سرشماری مرکز آمار ایران در سال ۱۳۹۵، جمعیت آن ۵۳۵ نفر (۱۶۴خانوار) بوده‌است. مردم این روستا از قومیت طبری هستند. مردم این روستا به زبان طبری (مازندرانی) سخن می‌گویند.